# Susanne Weigelin-Schwiedrzik

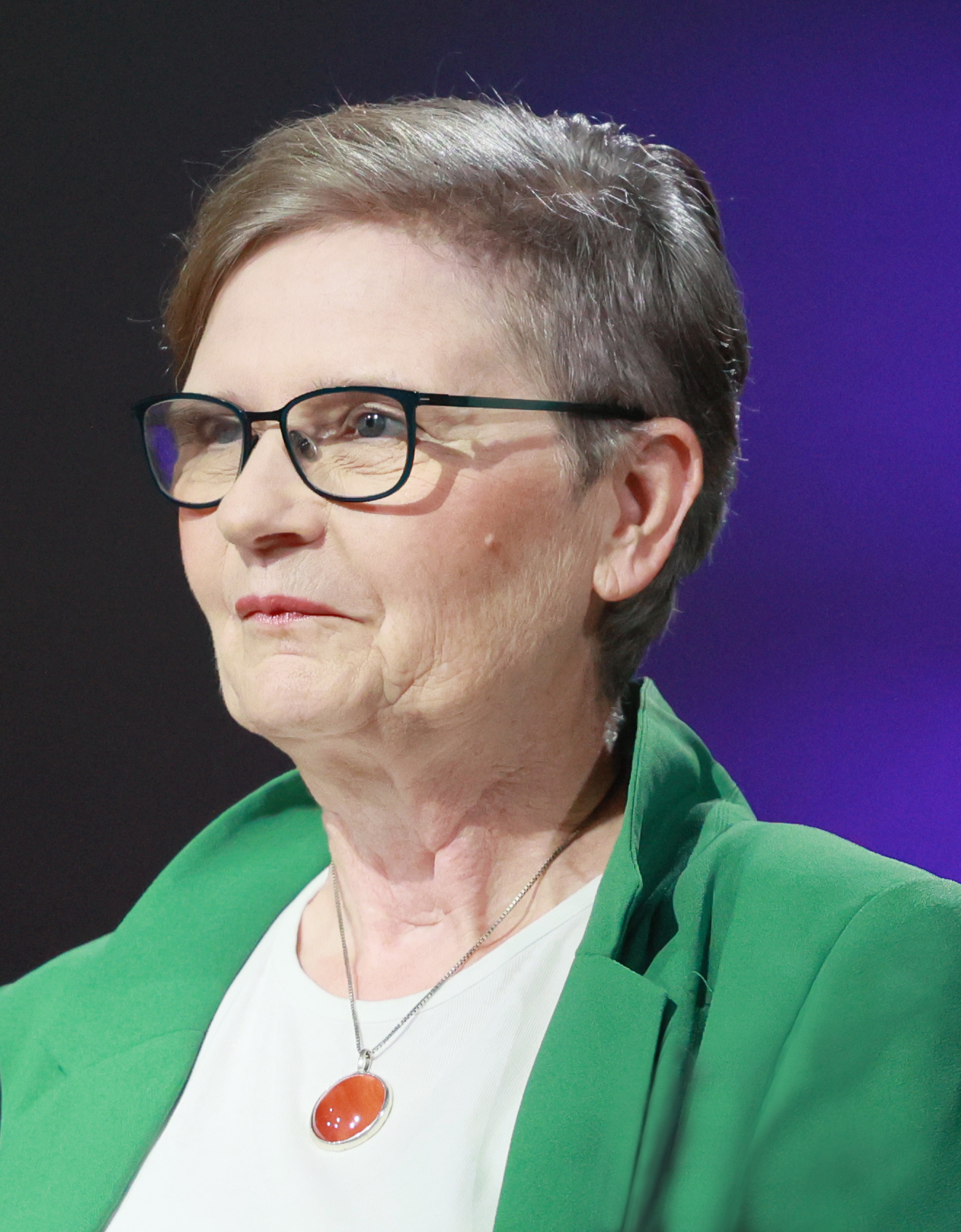
Susanne Weigelin-Schwiedrzik auf der Frankfurter Buchmesse 2023

Susanne Weigelin-Schwiedrzik  (* 1955; chinesisch Wèi Gélín 魏格林) ist eine deutsche Sinologin.

## Leben
Von 1973 bis 1975 studierte sie Sinologie, Japanologie und Politikwissenschaft an der Universität Bonn, von 1975 bis 1977 chinesische Sprache (Universität für Sprache und Kultur Peking) und Philosophie (Universität Peking), 1977 Sinologie, Japanologie und Politikwissenschaft in Bonn und 1978 chinesische Geschichte, chinesische Sprache und Literatur sowie Politikwissenschaft an der Ruhr-Universität Bochum. Nach der Promotion zum Dr. phil. in Bochum 1982 war sie von 1982 bis 1989 Hochschulassistentin an der Fakultät für Ostasienwissenschaften der Ruhr-Universität Bochum. Nach der Habilitation 1989 an der Fakultät für Ostasienwissenschaften der Ruhr-Universität Bochum war sie von 1989 bis 2002 Professorin für Moderne Sinologie an der Universität Heidelberg. Von 2002 bis 2020 war sie Professorin für Sinologie am Institut für Ostasienwissenschaften der Universität Wien. Von 2011 bis 2015 amtierte sie als Vizerektorin für Forschung und Nachwuchsförderung der Universität Wien. Seit 2012 ist sie korrespondierendes Mitglied in der philosophisch-historischen Klasse der Österreichischen Akademie der Wissenschaften.
Ihre Hauptforschungsbereiche sind chinesische Geschichtsschreibung des 20. Jahrhunderts, chinesische und ostasiatische Geschichte des 19. und 20. Jahrhunderts, zeitgenössischer chinesischer Diskurs über die Große Chinesische Hungersnot und die Kulturrevolution, sowie zeitgenössische chinesische Politik, insbesondere zu Fragen der Beziehung von Staat und Gesellschaft sowie von Zentrale und Peripherie in den Politikbereichen öffentliche Gesundheit, Minderheitenfragen, Urbanisierung und Umwelt. Susanne Weigelin-Schwiedrzik publiziert und äußert sich zu Fragen der chinesischen Außenpolitik und der innenpolitischen Entwicklung in der VR China.
Susanne Weigelin-Schwiedrzik ist mit dem Dramaturgen und Publizisten Wolfgang M. Schwiedrzik verheiratet und hat drei Söhne (geb. 1983, 1986, 1994).

## Schriften (Auswahl)
- Parteigeschichtsschreibung in der VR China. Typen, Methoden, Themen und Funktionen. Wiesbaden 1984, ISBN 3-447-02292-2.
- mit Li Zhenyi: Die Brücke. Chinesisch für schnelles Lese-Verständnis. Peking 1994, ISBN 7-5619-0338-3.
- als Herausgeberin mit Dagmar Hauff: Ländliche Unternehmen in der Volksrepublik China. Berlin 1999, ISBN 3-428-09635-5.
- Broken Narratives. Post-Cold War History and Identity in Europe and East Asia. Leiden 2014, ISBN 978-90-04-27723-6.
- mit Zhū Jiāmíng 朱嘉明: Yī zhàn yǔ Zhōngguó 《一战与中国》. Dōngfāng chūbǎnshè 东方出版社, 2015; ISBN 9787506087971.
- China und die Neuordnung der Welt, Brandstätter Verlag, Wien 2023, ISBN 978-3-7106-0738-7.